# 平州 (唐朝)
平州，中国古代的州。
唐高祖武德三年（620年）王世充以怀州温县（今河南省温县）置平州，治温县。武德四年（621年）唐朝灭王世充的郑国，废平州，温县改属盟州。
唐朝平州刺史
- 周仲隐（621年）